# Villamuriel de Cerrato
Villamuriel de Cerrato es un municipio y localidad española de la provincia de Palencia, en la comunidad autónoma de Castilla y León. Situada en la comarca del Cerrato a 7 km de la capital de provincia Palencia, a una altitud de 727 m y con una superficie de 40,02 km². Avenado por el río Carrión, en su margen derecho se encuentra el Canal de Castilla y en su margen izquierdo la Acequia de Palencia y el Canal de Alfonso XIII. Tiene una población de 6508 habitantes (INE 2024) y a sus habitantes se les conoce bajo el nombre de cerrateños o villamurelienses. En sus tierras se cultivan explotaciones de secano y de regadío con una variada ganadería e industria agroalimentaria pero sobre todo automovilística desde 1978 y sus industrias auxiliares.

## Toponimia
Villamuriel, palabra compuesta por dos vocablos Villa y Muriel. Villa, del Latín referido a pequeña granja de entre 5 y 20 familias. Muriel, del cual existen dos posibilidades: Del nombre Maurelli,  (citado en un documento de donación en la catedral de León del año 967). Cerrato, del latín Cirratus que derivaría en Cerrato con significado, tierras onduladas dominadas por cerros. También puede provenir del latín Serrare, zona cerrada, vallada o acordonada. Otra posibilidad es Cerral, con significado de cuesta. Cerrato, anexo localizador usado desde mediados del siglo XIX como zona de abundante cereal.

## Geografía
Integrado en la comarca de El Cerrato, se sitúa a 7 kilómetros del centro de la capital palentina. El término municipal está atravesado por la Autovía de Castilla A-62 entre los pK 82 y 87, así como por la autovía A-67, que permite la comunicación de Venta de Baños con Santander, por la autovía urbana P-11, que conecta de forma rápida con el centro y el este de Palencia, por la carretera provincial P-900, que conecta con el oeste de Palencia, y por la autovía A-610, que une Magaz de Pisuerga con Palencia.
El relieve del municipio está caracterizado por el valle del río Carrión, próximo ya a su desembocadura en el Pisuerga. El valle ocupa la zona norte y central, junto con el Canal de Castilla y acequias para el regadío. Por el noreste se alza un páramo que sirve de límite con Magaz de Pisuerga mientras que por el este y el sur conecta con el valle del Pisuerga. Por el oeste se alza otro páramo conocido como Monte de Palencia. La altitud del municipio oscila entre los 865 metros en los páramos y los 710 metros en la ribera del río Carrión. El pueblo se alza a 727 metros sobre el nivel del mar.
| Noroeste: Palencia | Norte: Palencia              | Noreste: Magaz de Pisuerga |
| Oeste: Palencia    |                              | Este: Venta de Baños       |
| Suroeste: Dueñas   | Sur: Dueñas y Venta de Baños | Sureste: Venta de Baños    |

Su clima es mediterráneo continental con escasas precipitaciones y una gran oscilación térmica entre el día y la noche y entre estaciones. El abundante agua de los ríos y canales suaviza el clima.
El municipio de Villamuriel de Cerrato comprende los siguientes barrios:
- Calabazanos
- Ciudad Jardín Virgen del Milagro
- Olmillos (Los)

## Historia
Por su estratégica situación en el valle del Carrión próximo a su desembocadura en el río Pisuerga, su abundante agua (pesca), pastos y arbolado (caza) es posible que el hombre primitivo poblara estas tierras, sin embargo no hay constancia de ello. Sí que hay constancia de asentamientos en la Edad del Bronce (Dueñas siglos XIV Y XIII a. C.), la Edad del Hierro (Tariego del siglo VIII al III a. C.) y numerosos asentamientos prerromanos de los vacceos.
Los primeros asentamientos humanos que encontramos en Villamuriel de Cerrato son de época romana. Se han encontrado al sur de Calabazanos restos de construcciones y cerámicas de entre los siglos II y IV d. C. No podemos asegurar la presencia ni visigoda ni árabe en el término de Villamuriel.

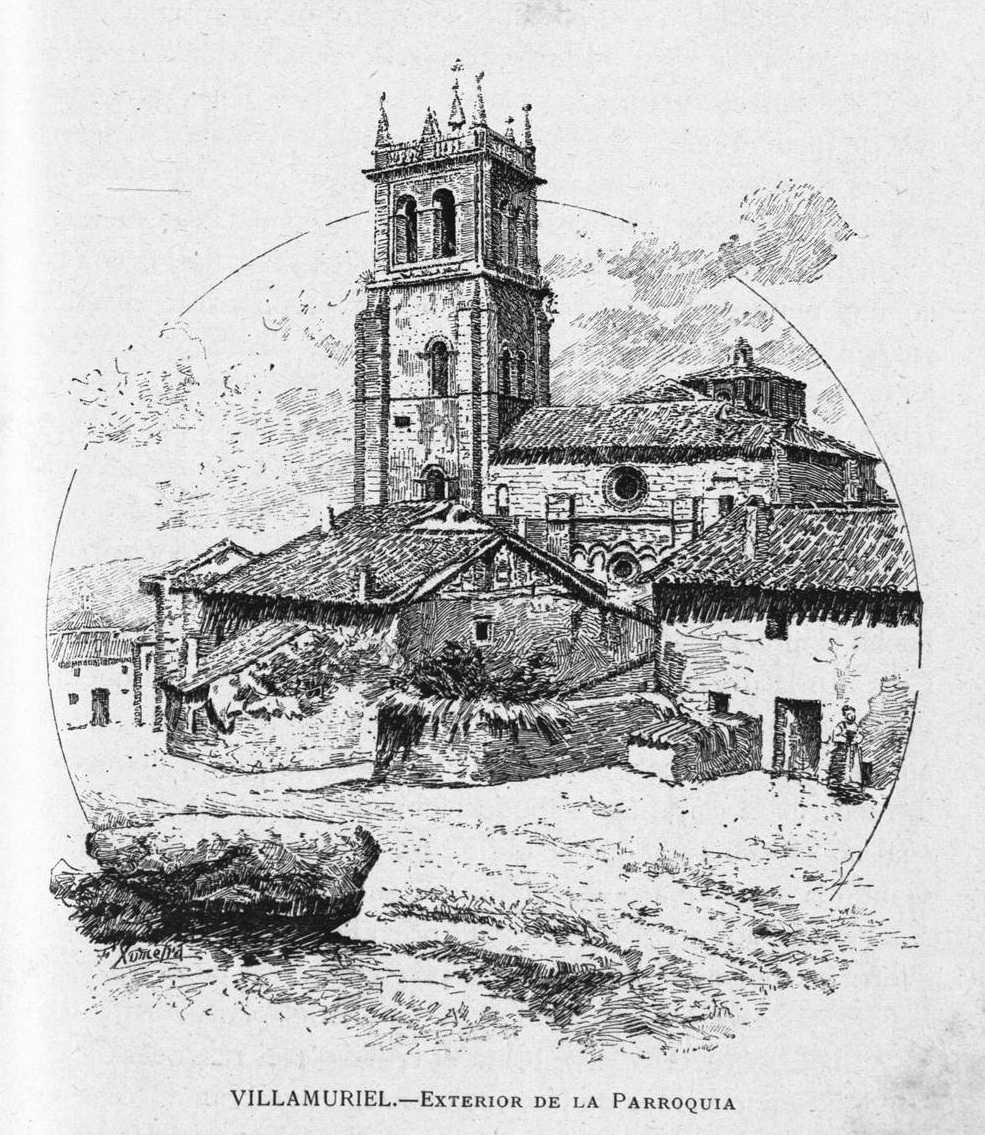
Vista de la localidad en el

Con la subida al poder del Alfonso III de Asturias (866-910) que conquista y repuebla importantes ciudades como Zamora, Simancas y Dueñas (875-999) y consolidada la línea defensiva en torno al río Duero pudo iniciarse poco a poco la repoblación de todas las tierras al norte del Duero. Ya en el siglo X las tierras de Villamuriel estarían repobladas como una villa dentro del Alfoz de Dueñas. Hay constancia de que Alfonso VII de León dona la villa al obispo de Palencia en 1141 aunque manteniendo una comunidad de pastos en los montes reales de Dueñas. En 1162 el obispo Raimundo II de Palencia concede carta de buenos fueros a la villa. El obispo Arderico de Palencia (1185-1207) inicia la construcción de la Iglesia de Santa María y el palacio-fortaleza como residencia de verano y retiro de los prelados palentinos. Continúa la obra el obispo Tello Téllez de Meneses (1208-1247). En 1308 hay constancia de que se alojó en él la reina María de Molina. A Pedro de Castilla, nieto del rey Pedro I de Castilla se le atribuye la construcción de la torre, gran parte del Palacio y la finalización de la iglesia a mediados del siglo XV.
El 25 de septiembre de 1520 comuneros de Palencia opuestos al señorío episcopal (Pedro Ruiz de la Mota) queman el palacio, destruyen parte de la torre y talan el cercano soto de Santillana. En 1524 el obispo Antonio de Rojas perdona a los comuneros y la ciudad de Palencia entrega 925000 maravedíes para reconstruir la torre y el palacio. En el siglo XVI hay censados 100 vecinos pecheros y en 1752 (Catastro de Ensenada) 73 vecinos. En el 1802 los prelados palentinos ceden la casa fuerte a la parroquia de San Sebastián (hoy desaparecida). En 1812 durante la Guerra de la Independencia Española lucharon tropas inglesas (Lord Wellington) y el ejército francés. Con la Desamortización de Mendizabal se fueron perdiendo poco a poco las dependencias palaciegas (hoy desaparecidas). En 1922 nació en esta localidad el pintor Jesús Meneses.

### SigloXIX
Así se describe a Villamuriel de Cerrato en la página 194 del tomo XVI del Diccionario geográfico-estadístico-histórico de España y sus posesiones de Ultramar, obra impulsada por Pascual Madoz a mediados del siglo XIX:

VILLAMURIEL DE CERRATO

Villa con ayuntamiento, al que se halla agregado Calabazanos, en la provincia, diócesis y partido judicial de Palencia (1 legua), audiencia territorial y capitanía general de Valladolid (7).
Situada al pie del monte de Palencia y en medio del canal de Castilla y del río Carrión, dando vista a varios pueblos. Su clima es templado, combatido por todos los vientos y propenso a fiebres intermitentes y catarros.
Consta de 104 casas de mala construcción; casa de ayuntamiento, que sirve también de escuela de primeras letras, a la cual asisten 30 niños y 12 niñas, dotado el maestro con 200 ducados y una corta retribución por parte de los alumnos. Para surtido de aguas usa las del citado río y canal. La iglesia parroquial (Santa María) es de segundo ascenso y se halla servida por un cura y un beneficiado; a corta distancia hay una ermita particular, y cerca de ella el cementerio.
El término confina con los de Calabazanos, Autilla del Pino, Dueñas, Magaz y Palencia, siendo el más lejano una legua.
El terreno es llano y muy fértil, a excepción de la parte que da subida a los montes de Dueñas y Palencia. La cuarta parte del terreno perteneció al obispado de Palencia, cabildo y clero del pueblo, habiéndose vendido e interesado todos los vecinos en su compra; le cruza el río Carrión, fertilizando su rica vega, y pasa lamiendo las casas, y el canal como ya hemos mencionado.
Los caminos son locales, y a corta distancia cruza la cazada que dirige a Valladolid. El correo se recibe de Palencia por medio de propio.
Producciones: trigo, cebada, vino en abundancia, avena, legumbres y algunas hortalizas; se cría ganado lanar, sobre 1.000 cabezas; caza de liebres, perdices y conejos, y alguna pesca.
Industria: la agrícola, y las mujeres se ocupan algunas en hilar lana para las fábricas de Palencia.
Comercio: la venta del sobrante de sus productos y la importación de algunos artículos de consumo diario.
Población: 108 vecinos, 562 almas.

Capital productivo: 370.490 reales. Imponible: 19.620. El presupuesto municipal asciende a 4.000 reales y se cubre con el producto de las fincas de propios.

## Demografía
Cuenta con una población de 6508 habitantes (INE 2024).
| Gráfica de evolución demográfica de Villamuriel de Cerrato entre 1842 y 2021 |
| |
| Población de derecho según los censos de población del INE. Población de hecho según los censos de población del INE.En 1857 crece el término del municipio porque incorpora a Calabazanos. |

## Economía
Industria automovilística, ya que desde 1978, la localidad es sede de una factoría de automóviles Renault. En el año 2017 se fabricaba la cuarta generación del Renault Mégane y el Renault Kadjar.

## Símbolos

Bandera ganadora del concurso de diseño, celebrado entre 2021 y 2022

Villamuriel de Cerrato posee un escudo municipal propio desde 1986, diseñado por José Manuel Simón, y contiene como elementos representativos del municipio la cruz de los Templarios, la torre de la Iglesia de Santa María Mayor y el puente medieval que transcurre sobre el río Carrión.
Bandera de Villamuriel. Aprobada en el año 2022 después de un concurso público y posterior votación por los vecinos y en el Pleno Municipal, siendo alcalde de la localidad Roberto Martín Casado. La creadora de la bandera fue Esther Antolín.
La bandera consta de un paño rectangular cuya longitud es una vez y media su altura, cargada con un aspa de color blanco que divide el paño en cuatro partes, siendo la superior y la inferior de color verde y las laterales de color amarillo. Sobrepuesto en el centro va un círculo de color blanco, con un diámetro equivalente a ½ de la altura total del paño, cargado con el escudo municipal.
Simbolismo: El color verde representa los pastos y arboledas que acompañan al Canal de Castilla y al Río Carrión. El amarillo es por el color de la tierra de los cerros y los campos de trigo. El blanco simboliza el valor de la tradición, la historia y la industria. El aspa representa el cruce de caminos, con el círculo como un punto de encuentro

## Patrimonio
Iglesia de Santa María la Mayor

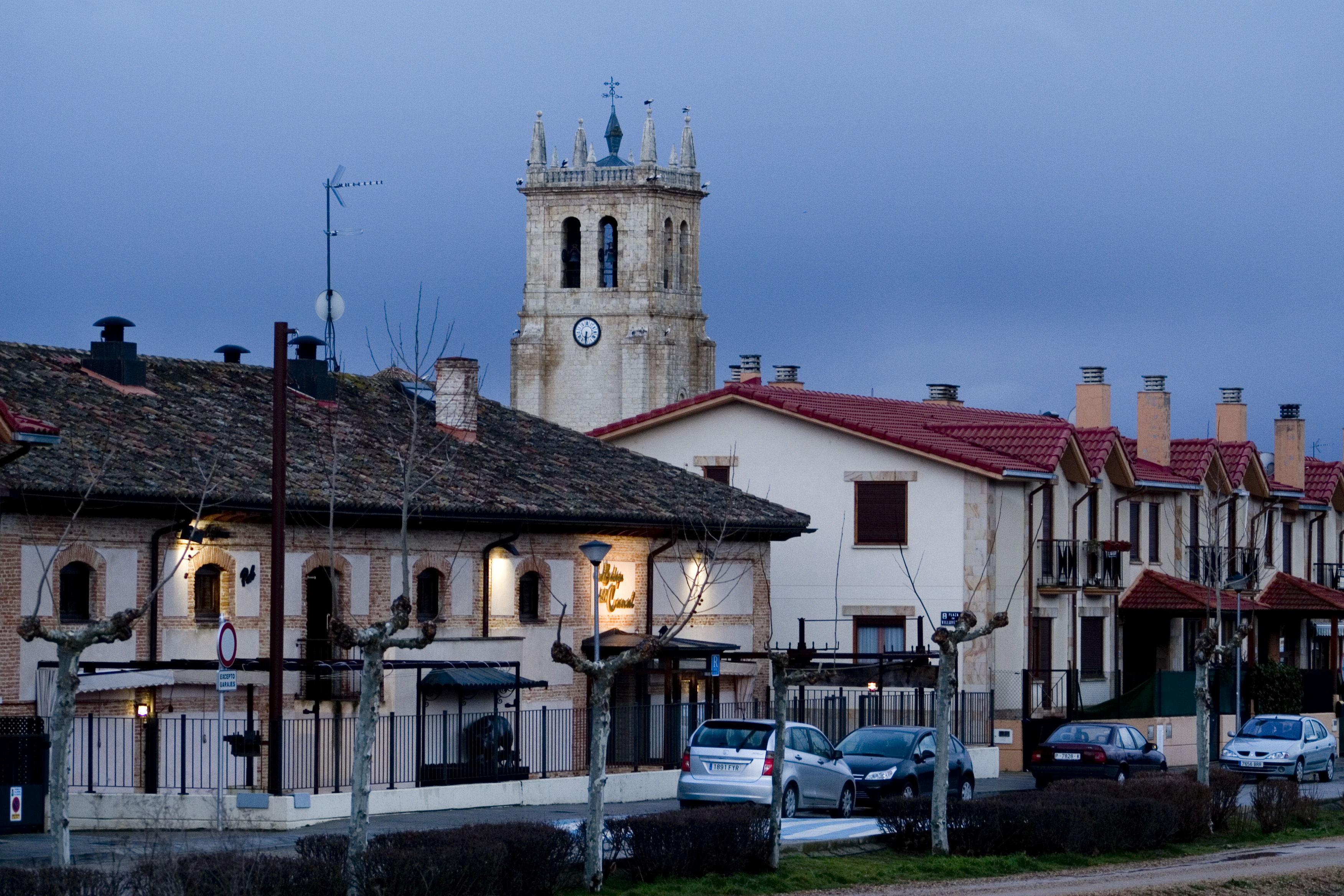
Vista de Villamuriel del Cerrato

Iniciada por el obispo Arderico de Palencia a finales del siglo XII, continuada por el obispo Tello Téllez de Meneses y sucesivos obispos. Terminada y renovada por el obispo Pedro de Castilla a mediados del siglo XV aunque con continuas reformas. En 1931 fue declarada Monumento Histórico Artístico Nacional.

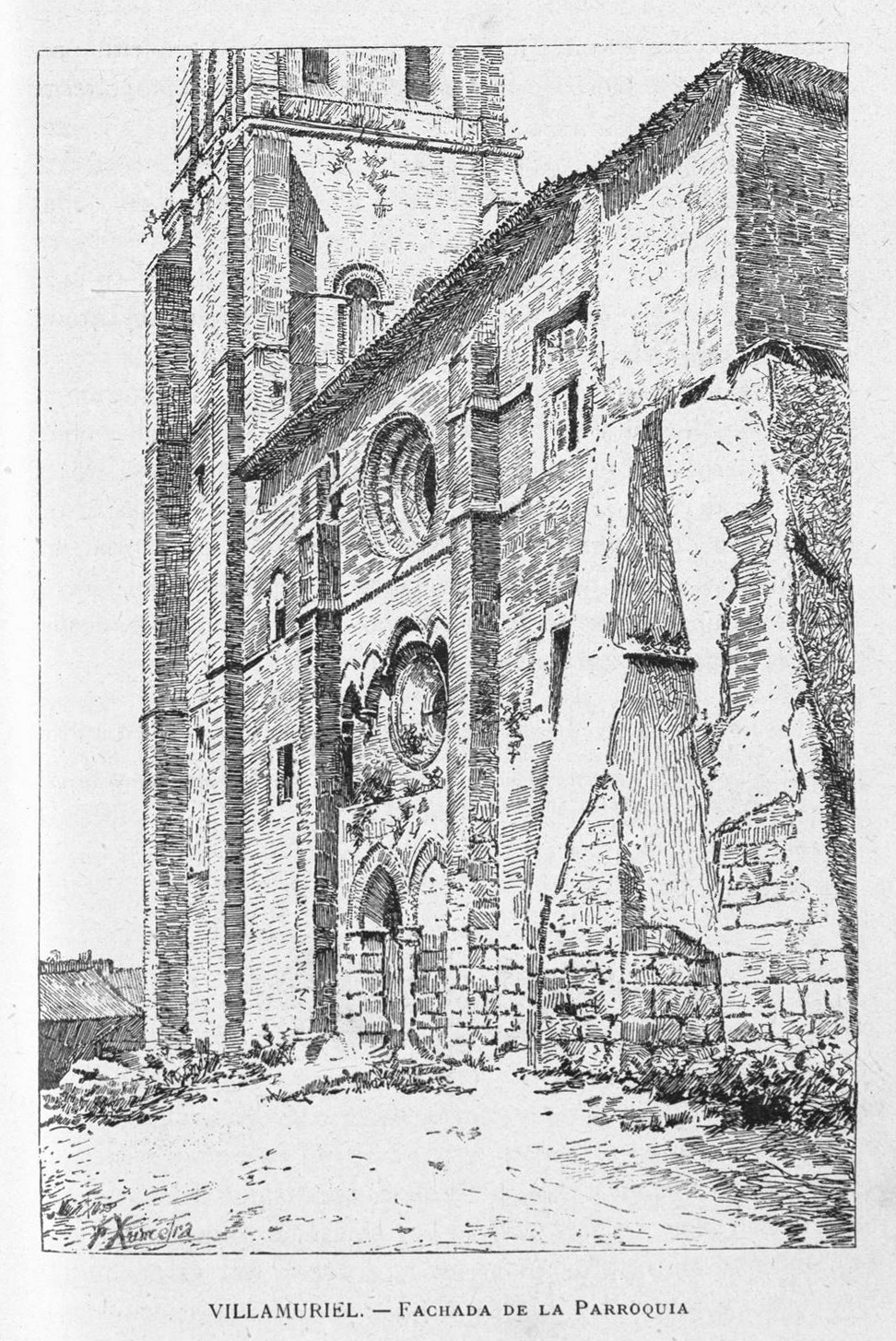
Fachada de la parroquia en un dibujo de la segunda mitad del

Construida arquitectónicamente dentro del austero románico cisterciense (siglo XIII) en su transición al gótico, siendo una construcción difícilmente considerada románica. La iglesia en que más se inspira es la de Villalcázar de Sirga (Camino de Santiago) por su disposición planimétrica y pilares. Las ojivas con ligaduras longitudinales las aproximan al gótico burgalés.
Tiene tres naves, cabecero con tres ábsides rectangulares (no los circulares del románico). Los arcos apuntados de las bóvedas del crucero se apoyan en pilares con doble columna en sus frentes con otros acodillados al modo hispanolanguedoniano. En el crucero los arcos laterales soportan la torre-cimborrio alzada en planta ochavada mediante trompas. Desde el punto de vista arquitectónico la torre cimborrio es lo más importante porque le da un bello efecto estético y una gran luminosidad.
El templo está jalonado con contrafuertes y canecillos ortogonales y angulosos (han dejado la redondez románica). En la fachada occidental, la entrada tiene dos arcos apuntados separados por un grueso mainel. Encima una arquería mural y debajo un óculo (siglo XVI). Encima de ello un auténtico rosetón del siglo XIII. La puerta norte junto con las ventanas del templo es lo más románico. Posee cuatro arquivoltas de medio punto. La interior presenta un perfil angrelado. Todo ello de reciente reparación pues la piedra caliza estaba muy deteriorada. En la parte superior de la fachada norte tiene los canecillos de un balcón amatacado. La impresionante torre es románica excepto el tramo de arriba que al dejar la función militar es sustituida por un campanario de estilo herreriano (siglo XVI). Al lado estaría el palacio episcopal que fue destruido en la guerra de los comuneros (1520) y posteriormente restaurado. Del contrafuerte del sudeste arrancaba un arco formado por grandes dovelas que pudiera ser la entrada principal, hoy en día no se conserva nada. El coro alto de la iglesia es de finales del siglo XVI y los altares fueron renovados prácticamente todos en la primera mitad del siglo XVIII.

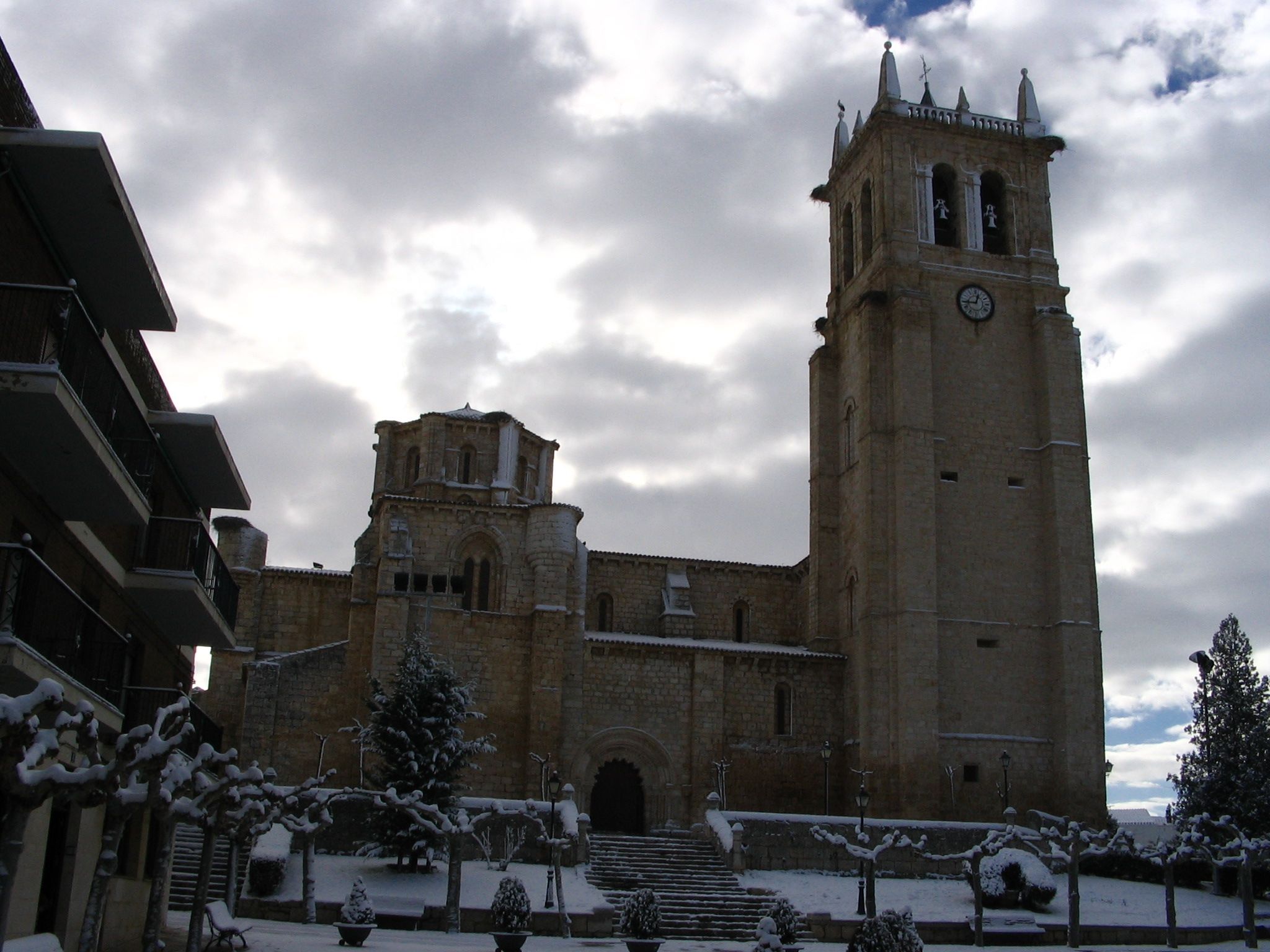
Vista norte de la Iglesia de Santa María de la mayor

Monasterio Ntra Sra. de la Consolación
En 1440 Pedro Manrique muere y su viuda Leonor de Castilla, para cumplir los deseos de su marido manda a su hijo Diego Gómez Manrique y a Rodrigo Manrique (padre de Jorge Manrique) trasladar a los benedictinos para fundar con sus hijas Aldonza y María un monasterio femenino. En 1468 se trasladaron a él.
En su pórtico e interior se representaron égolas y autos de Gómez y Jorge Manrique. Su iglesia (siglo XVII) tiene una sola nave en piedra y ladrillo. La nave tiene cinco tramos (uno el presbiterio) con bóvedas de cañón con lunetas, decoradas en yeserías (del estilo de Martín Machaca). Las cubiertas descansan sobre arcos de medio punto apoyados sobre pilastras adosadas. Bajo el coro están enterradas las hijas de la fundadora. En el lado de la epístola se conserva un retablo (siglo XVIII) y otro en el lado del evangelio (con una talla de virgen con niño Jesús del siglo XV). El retablo mayor (Pedro Correas, siglo XVIII) con una imagen de Santa Clara del siglo XVI de estilo Juan de Valmaseda.
En el coro se encuentra un magnífico sepulcro del siglo XVI con relieves representando a Santa Isabel, San Juan Niño, la virgen y Jesús. Otro sepulcro de Inés Manrique, mujer de Juan Chacón (adelantado mayor de Murcia) que murió en 1535. En el claustro se encuentra el sepulcro de la fundadora que es en piedra policromada atribuido a Alejo de Vahía y es una estatua yacente de Leonor de Castilla.
Palacio de la Reina Isabel la Católica
Corresponde a la casa de los capellanes del convento de las clarisas de Nuestra Señora de la Consolación. Su nombre se debe a que en él se alojó la reina Isabel La Católica cuando se encontraba en tierras palentinas. En él se encuentran los restos de María Dávila, viuda de Fernán Núñez Armalte (tesorero y secretario de Isabel La Católica) y viuda también de Fernando de Acuña (hombre de armas de los Reyes Católicos y virrey de Sicilia). Al enviudar estuvo en el monasterio entre 1496 y 1502. En los últimos años ha sufrido una importante rehabilitación. Presenta una fachada exterior austera con un medallón del siglo XVIII que representa la Asunción de María.
Canal de Castilla

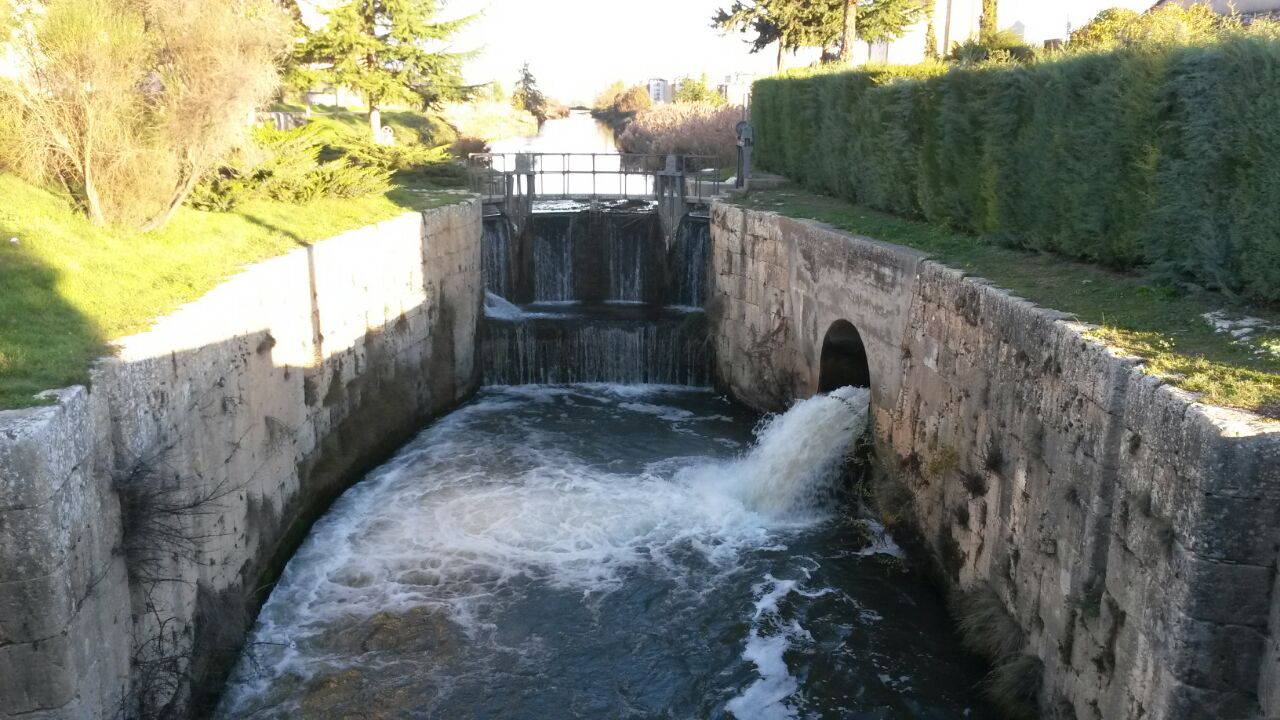
Esclusa 33 del Canal de Castilla a su paso por la localidad de Villamuriel de Cerrato

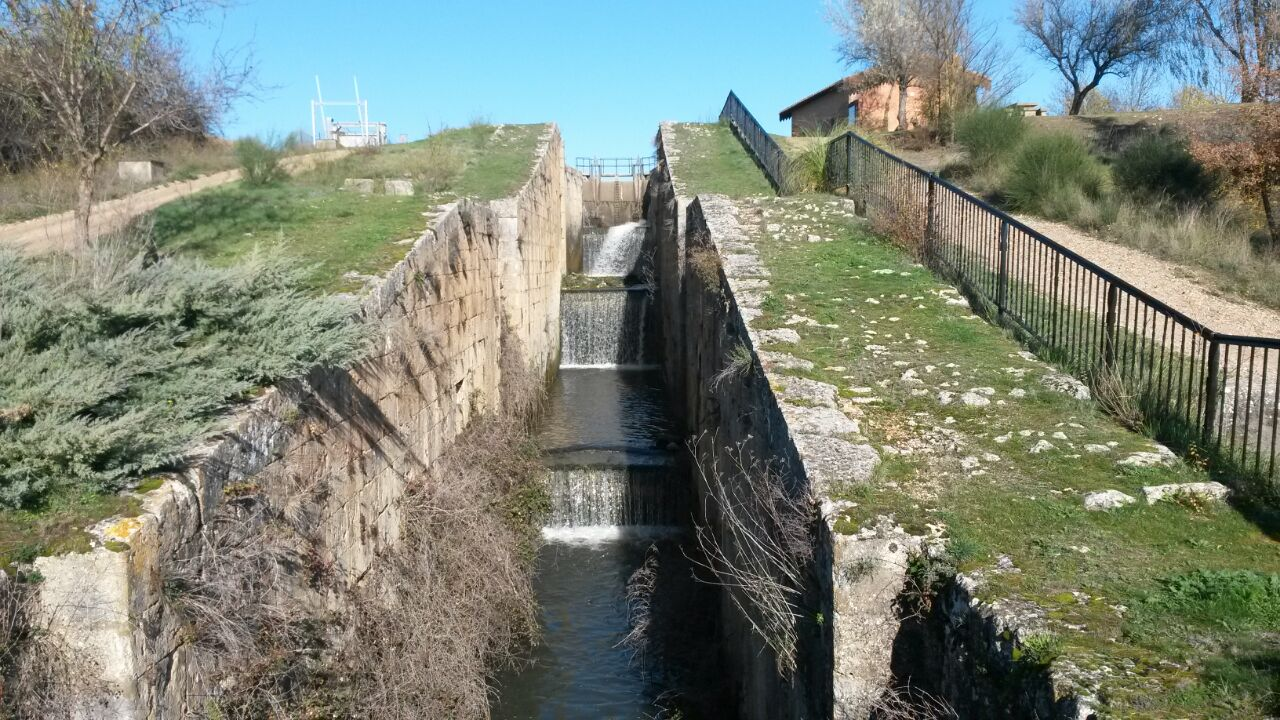
Esclusas 34,35 y 36 del Canal de Castilla a su paso por Soto Alburez en la localidad de Villamuriel de Cerrato

El Canal de Castilla (1753-1849) es la obra de ingeniería civil más importante de la España ilustrada. Su objetivo era poder sacar el excedente de grano de Castilla por los puertos de Cantábrico. En un principio iba a ir desde Segovia hasta Reinosa pero solo se llegó a construir desde Valladolid hasta Alar del Rey y el ramal de Campos hasta Medina de Rioseco. En 1860 se construye la línea de ferrocarril quedando obsoleto el canal para su principal objetivo. Villamuriel de Cerrato se encuentra dentro del ramal sur que se inició en 1791 hasta 1804. La esclusa 33 localizada en el pueblo y la 34 (localizada en Soto Albúrez) son de esta época y tienen la particularidad de que son ovaladas. En 1831 se continúan las obras y se construye la esclusa 35 y 36 (Soto Albúrez) que son rectangulares. Su principal uso actualmente es el regadío y el abastecimiento de agua.
Puente medieval
Sobre el Río Carrión une Palencia con Dueñas por lo que era el antiguo camino. Tiene 11 ojos. La primera referencia que se tiene de él es del siglo XIV. A este siglo pertenece la parte que tiene los ojos y los tajamares apuntados. En el siglo XVI se hicieron unas reformas que corresponden a la parte que tiene los ojos y tajamares redondos. Los tajamares sirven para que el puente oponga menor resistencia al paso del agua. La parte superior de estos tajamares se aprovechó para hacer unos balconcillos que servían para resguardarse las personas del paso de las caballerías.

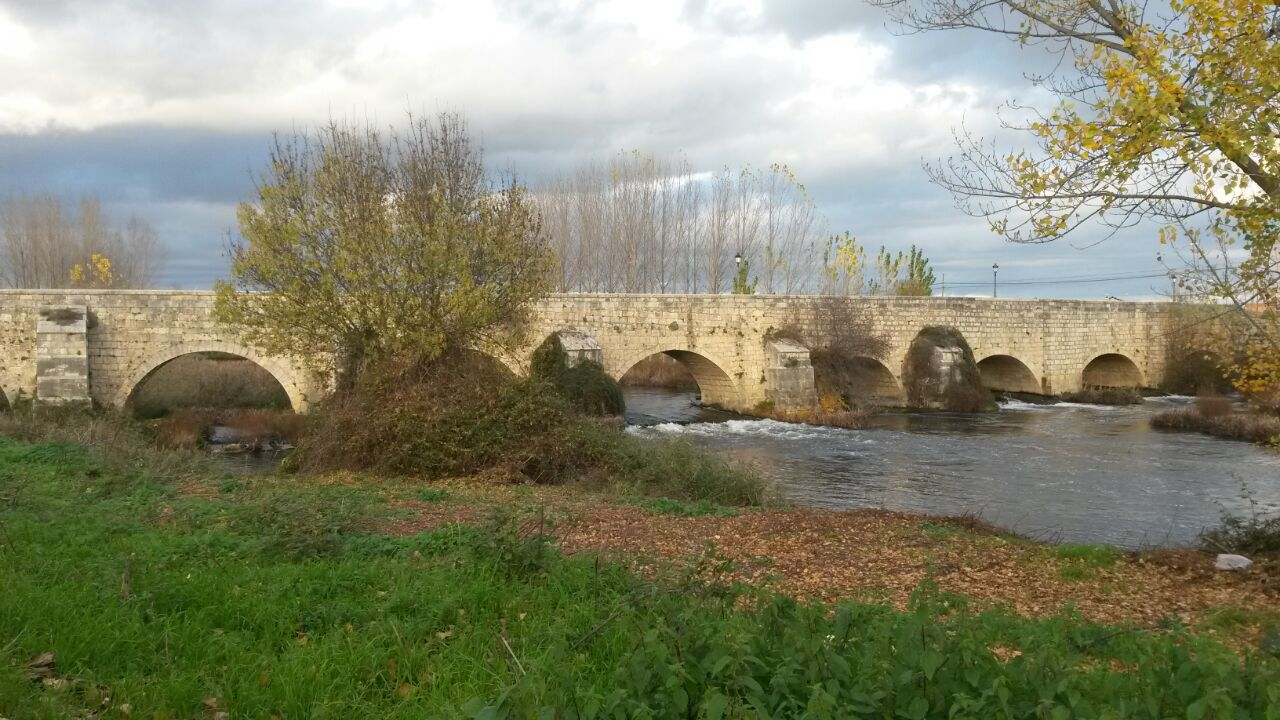
Vista general del puente románico de Villamuriel de Cerrato